# Магницкий, Андрей Николаевич
Андрей Николаевич Магницкий (1891—1951) — советский физиолог, академик АМН СССР (1950).

## Биография
А. Н. Магницкий родился в 1891 году в Екатеринбурге (по другим[каким?] данным в Москве).
В 1918 году окончил естественное отделение Московского университета, а в 1921 году — медицинский факультет ТомскГУ. Будучи студентом Томского государственного университета, с 1920 года вёл научно-педагогическую работу. Работал в лабораториях А. А. Кулябко и А. А. Ухтомского. С 1926-по 1934 год занимал должность заведующего отделом нервно-мышечной физиологии института гигиены труда и профессиональных заболеваний в Москве. В 1934 году перешёл на работу в ВИЭМ, где основал и возглавил электрофизиологическую лабораторию, одновременно с этим работал на кафедрах физиологии 3-го (1933—1941), 1-го (1944—1949) медицинских институтов и Московского педагогического института имени В. И. Ленина (1949—1951).
Жил и работал в Москве, сначала в жилом доме по адресу Малая Ордынка, 28 (жилой дом был снесён в конце 1920-х годов), затем всю оставшуюся жизнь по адресу Ульяновская улица, 19 (5-этажный кирпичный жилой дом 1903 года постройки; ныне — действующий).
Скончался 28 декабря 1951 года в Москве. Похоронен на 23-м участке Введенского кладбища.

## Научные работы
Основные научные работы посвящены изучению механизма периферического и центрального торможения.